# 카이젠
카이젠(일본어: 改善, "개선")은 모든 기능을 지속적으로 개선하고 CEO부터 조립 라인 작업자까지 모든 직원이 참여하는 비즈니스 활동을 가리키는 개념이다. 카이젠은 조직 경계를 넘어 공급망으로 이어지는 구매, 물류 등의 프로세스에도 적용된다. 이는 의료, 심리 치료, 생활 코칭, 정부, 제조 및 은행 업무에 적용되었다.
카이젠은 표준화된 프로그램과 프로세스를 개선함으로써 낭비와 중복을 제거하는 것을 목표로 한다(린 생산). 카이젠은 제2차 세계 대전 이후 일본 기업에서 처음으로 실행되었으며, 부분적으로는 미국 비즈니스 및 품질 관리 교사의 영향을 받았으며 특히 더 토요타 웨이(The Toyota Way)의 일부로 실행되었다. 이후 전 세계로 확산되어 비즈니스 및 생산성 이외의 환경에도 적용되었다.
카이젠은 기존 자원을 활용하기 때문에 제로 투자 개선(zero investment improvement, ZII)이라고도 한다.